# Poa kelloggii
Poa kelloggii là một loài cỏ trong họ hòa thảo, thuộc chi poa.